# Strešněvo (stanice Moskevského centrálního okruhu)
Strešněvo (rusky Стрешнево) je stanice na Moskevském centrálním okruhu. Je pojmenována podle čtvrti, v blízkosti které se nachází. Ze stanice Strešněvo je možné uskutečnit bezplatný přestup na 900 metrů vzdálenou stanici Vojkovskaja Zamoskvorecké linky. V těsné blízkosti se nachází stejnojmenná železniční zastávka, kterou obsluhují vlaky na lince MCD-2, vzdálenost pro přestup mezi oběma linkami je pouze 20 metrů.

## Charakter stanice
Stanice Strešněvo se nachází na hranici čtvrtí Sokol (Сокол) a Ščukino (Щукино) v blízkosti hranic čtvrti Pokrovskoje-Strešněvo (Покровское-Стрешнево).
Stanice má dvě nástupiště, obě jsou zastřešena, jedno je bokové a druhé ostrovní. Stanice disponuje dvěma vestibuly, východ ze severního míří k stejnojmenné železniční zastávce, východ z jižního směřuje do 1. Krasnogorského projezdu (1-й Красногорский проезд), Světlého projezdu (Светлый проезд), ulici Konstantina Carjova (Улица Константина Царёва) a Volokolamského šosse (Волоколамское шоссе). Vestibuly jsou v bílé barvě, s nástupišti jsou propojeny pomocí nadchodu.